# Chelbas (Jopiórskaya, Tijoretsk, Krasnodar)
Chelbas (en ruso: Челбас) es un jútor del raión de Tijoretsk del krai de Krasnodar, en Rusia. Está situado en las llanuras de Kubán-Priazov, en la orilla derecha del Chelbas, frente a Fedorenko, 33 km al sudeste de Tijoretsk y 126 km al nordeste de Krasnodar, la capital del krai. Tenía 112 habitantes en 2010
Pertenece al municipio Jopiórskoye.

## Transporte
Al oeste de la localidad pasa la carretera federal M29 Cáucaso.